# Attaque de la base aérienne de Minsk-Matchoulichtchi
Invasion de l'Ukraine par la Russie
Batailles
Offensive de Kiev (Jytomyr, Kiev) : 
- 1re Hostomel
- Tchernobyl
- Ivankiv
- Kiev
- 2e Hostomel
- Vassylkiv
- Boutcha
- Irpin
  - Bombardement de réfugiés
- Jytomyr
- Mochtchoun
- Makariv
- Brovary

Offensive du Nord (Tchernihiv, Soumy) :
- Hloukhiv
- Slavoutytch
- Bombardements
- Soumy
- Trostianets
- Tchernihiv
- Okhtyrka
- Lebedyn
- Konotop
- Romny
- Desna
- Escarmouches frontalières

Russie  (Briansk, Belgorod) :
- Incursions en Russie occidentale
  - Oblast de Briansk
  - Oblasts de Belgorod et de Koursk
    - Incursions de 2024

  - Bombardement de Belgorod
- Oblast de Koursk (août 2024)

Campagne de l'Est (Donetsk, Louhansk, Kharkiv)
Kharkiv :
- 1re Kharkiv
  - Tchouhouïv
  - Bombardements : en février
  - en mars
  - en avril
  - du bâtiment administratif
- Izioum
- 2e Kharkiv
  - Balaklia
  - 1re Koupiansk
  - Chevtchenkove
- 3e Kharkiv

Nord du Donbass:
- Starobilsk
- Sloviansk
  - Dovhenke
  - 1re Lyman
  - Sviatohirsk
  - Bohorodychne et Krasnopillia
  - Bombardements : Bilohorivka
  - Kramatorsk
- Sievierodonetsk
  - Kreminna
  - Donets
  - Roubijné
  - Popasna
  - Tochkivka
  - Massacre
- Lyssytchansk
- 2e Kharkiv
  - Balaklia
  - 1re Koupiansk
  - Chevtchenkove
  - 2e Lyman
- Oblast de Louhansk
  - Ligne Svatove-Kreminna
  - Serebryansky
  - 2e Koupiansk

 Centre du Donbass:
- Horlivka
- Popasna
- Svitlodarsk
- Bakhmout
  - Soledar
- Siversk
- Tchassiv Iar
- Toretsk

Sud du Donbass :
- Volnovakha
- Marioupol
  - Bombardements : de l'hôpital
  - du théâtre
  - de l'école d'art
- Pisky
- Vouhledar
  - Pavlivka
- Marïnka
- Contre-offensive de 2023
- Avdiïvka
- Novomykhaïlivka
- Pokrovsk
  - Krasnohorivka
  - Toretsk
- Bombardements :
- Makiïvka
- Donetsk

Campagne du Sud (Mykolaïv, Kherson, Zaporijjia)
- 1re Kherson
- Odessa
- Melitopol
- Mykolaïv
  - Bombardements : à fragmentation
  - du bâtiment administratif
- 1re Berdiansk
- Zaporijjia
- Tchornobaïvka
- Enerhodar
- Voznessensk
- Houliaïpole
- Davydiv Brid
- 2e Berdiansk
- Nova Kakhovka
- 2e Kherson
  - Doudtchany
- Dniepr
- Tchoulakivka
- Contre-offensive de 2023
  - Robotyne

Frappes aériennes dans l'Ouest et le Centre de l'Ukraine
- Lviv (02/2022)
- Vinnytsia (03/2022)
- Yavoriv (03/2022)
- Deliatyne (03/2022)
- Dnipro

Guerre navale
- Île des Serpents (02/2022)
- Moskva (04/2022)

Attaques en Crimée
- Novofedorivka (08/2022)
- Djankoï (08/2022)
- Pont de Crimée (10/2022)
- Base navale de Sébastopol (10/2022)
- Pont de Crimée (07/2023)
- Base navale de Sébastopol (09/2023)

Débordement
- Aéroport de Millerovo
- Sabotages en Russie
- Attaques en Transnistrie
- Sabotage des gazoducs Nord Stream
- Terrain d'entraînement militaire de Soloti
- Explosions en Pologne
- Bases aériennes de Dyagilevo et Engels-2
- Base aérienne de Minsk-Matchoulichtchi
- Crise russo-moldave de 2023
  - Accusations de tentative de coup d'État en Moldavie
- Incident de drone de 2023 en mer Noire
- Rébellion du groupe Wagner

Massacres
- Tchernihiv
- Boutcha
- Borodianka
- Olenivka
- Izioum

L'attaque de la base de Minsk-Matchoulichtchi est une explosion survenue le 26 février 2023 sur une base aérienne biélorusse située à environ 12 kilomètres de Minsk, endommageant un avion de détection et de commandement aéroporté A-50 russe stationné sur le tarmac. 
L'organisation politique BYPOL revendique la responsabilité de l'attaque effectuée à l'aide de drones. Alexandre Loukachenko et les autorités russes nient initialement l'incident, mais le dirigeant biélorusse reconnaît l'existence de cette attaque une semaine plus tard, minimisant les dégâts causés sur l'avion, avant d'admettre qu'il sera envoyé en Russie pour des réparations.

## Avions russes en Biélorussie
Alexandre Loukachenko, allié du président russe Vladimir Poutine, autorise la Russie à utiliser le territoire de la Biélorussie pour le lancement de l'invasion de l'Ukraine en février 2022. Après le début de l'invasion, les résistants biélorusses, s'estimant « partisans », commencent à saboter les chemins de fer utilisés par les troupes russes. Au moment de l'incident de Matchoulichtchi, les partisans biélorusses affirment être impliqués dans dix-sept sabotages ferroviaires majeurs.
Selon la publication « Balance militaire pour 2022 », l'armée de l'air russe dispose de trois A-50 et six A-50U. Le coût d'un tel avion est estimé à 330 millions de dollars. Selon le groupe de surveillance « Belarus Gayan », un avion A-50U immatriculé RF-50608 se rend en Biélorussie le 3 janvier 2023 et, peu avant l'incident, effectue 12 vols. Selon les autorités biélorusses, cet avion de détection et de contrôle radar à longue portée est utilisé pour surveiller leur frontière. Cette affirmation est confirmée par les partisans biélorusses opérant dans la zone. À cet égard, l'édition ukrainienne de l'Ukrayinska Pravda note que les avions transportant des missiles hypersoniques Kh-47M2 Kinjal décollent généralement de l'aérodrome de Matchoulichtchi, raison pour laquelle la force aérienne a été repérée en Ukraine.

## Déroulement de l'attaque
Dans la matinée du 26 février 2023, des explosions ont lieu à l'aérodrome, situé à 12 km de Minsk. Des militants de BYPOL rapportent qu'à la suite d'au moins deux explosions, un avion de transport militaire russe et des chasse-neiges ont été endommagés. À la suite de l'attaque, les résidents locaux observent un grand nombre d'équipages militaires et de la police de la circulation contrôlant la totalité des véhicules transitant dans la zone de l'aérodrome. Plus tard, BYPOL signale un sabotage commis sur l'aérodrome militaire, ayant visé un avion de détection et de commandement aéroporté russe A-50 stationné sur le tarmac — son fuselage avant et central, ainsi que l'avionique et le radar, sont endommagés.
L’incident est d’abord nié par les parties biélorusse et russe. Cependant, un mois plus tard, Alexandre Loukachenko reconnaît finalement l'attaque, minimisant les dégâts causés sur l'avion. Plus tard, il admet cependant que l'A-50 devra être envoyé en Russie pour réparation.

## Organisateurs
La responsabilité de l'attaque de drone est revendiquée par l'Association des forces de sécurité de Biélorussie (BYPOL), dont le noyau est constitué d'anciens militaires en désaccord avec la politique des autorités du pays. BYPOL travaille en étroite collaboration avec l'équipe de la leader de l'opposition biélorusse en exil, Svetlana Tikhanovskaïa. Selon le leader de BYPOL Aliaksandr Azarau (en) lors d'une interview à Bielsat, la totalité des personnes ayant mené l'attaque ont pu quitter la Biélorussie en toute sécurité. Il confirme également que l'attaque a bien été menée à l'aide de drones.
Début mars 2023, Alexandre Loukachenko annonce l'arrestation de l'auteur présumé de l'attentat, un citoyen russo-ukrainien, et vingt autres complices, accusés de liens avec les services spéciaux ukrainiens,. BYPOL et les autorités ukrainiennes rejettent les accusations d'implication de Kiev. Aliaksandr Azarau déclare que la personne désignée par Loukachenko comme exécuteur testamentaire ne lui est pas familier.

## Réaction et conséquences
Le groupe BYPOL annonce préparer d'autres opérations pour libérer la Biélorussie « de l'occupation russe » et libérer le pays du régime de Loukachenko, notant qu'ils font désormais affaire avec un « ennemi à deux têtes ».
Les autorités ukrainiennes rejettent quant à elles les accusations d'implication dans l'incident.
Selon le chef adjoint de la direction des enquêtes du KGB de Biélorussie, Konstantine Bichek, s'exprimant sur la chaîne de télévision ONT, ce type d'attaque peut être passible de la peine de mort. Environ 30 accusés pourraient être concernés. Tous les détenus sont inculpés pour terrorisme.
Selon le Centre des droits de l'homme Viasna, l'ancien vice-ministre des Communications de Biélorussie et assistant du président du conseil d'administration de la Commission économique eurasienne (en) (CEE), Dmitri Chedko, détenu en Russie, pourrait être lié à des personnes impliquées dans le sabotage de la base de Matchoulichtchi.
Selon les calculs de l'expert militaire Ilya Kramnik, cités par Radio Liberty, fin novembre 2022, les avions de reconnaissance russes A-50 ont passé environ 40 heures en mission aérienne en Ukraine, ce qui signifie que la plupart du temps, l'armée russe ne reçoit pas suffisamment d'informations de leur part, tandis que l'armée ukrainienne bénéficie des renseignements des pays de l'OTAN.